# Kiwi Farms
Kiwi Farms, ursprünglich CWCki Forums [ˈkwɪki], ist ein Internetforum, das durch die Belästigung von Internet-Persönlichkeiten und Communitys bekannt wurde. Die Ziele sind oft Gegenstand von organisiertem Gruppen-Trolling und Cyberstalking sowie Doxing und Mobbing im wirklichen Leben. Diese Aktionen haben Kiwi Farms mit den Suiziden von drei Personen in Verbindung gebracht, die von Mitgliedern des Forums ins Visier genommen wurden.
Die Verwicklungen von Kiwi Farms in mehrere Kontroversen und Belästigungskampagnen haben dazu geführt, dass das Forum von Internetdienstanbietern blockiert oder von Unternehmen abgelehnt wurde. Nach dem Terroranschlag auf zwei Moscheen in Christchurch wurde die Seite in Neuseeland gesperrt. Im Jahr 2021, nach dem Selbstmord von David „Near“ Ginder, einem nicht-binären Softwareentwickler, der gezielten und organisierten Gruppenbelästigungen durch Mitglieder der Seite ausgesetzt war, stellte DreamHost seine Domain-Registrierungsdienste für Kiwi Farms ein. Im September 2022 wurde Kiwi Farms von Cloudflare aufgrund einer „unmittelbaren und dringenden Bedrohung für das menschliche Leben“ blockiert. Nach einer Unterbrechung der Verfügbarkeit bestätigte The Daily Dot, dass VanwaTech Content-Delivery-Network-Dienste für die Website bereitstellte, wodurch sie wieder online ging.
Im September 2022 kam es zu einem Hacking-Angriff gegen Kiwi Farms; der Betreiber der Website wies die Nutzer darauf hin, dass IP-Adressen, E-Mail-Adressen und Passwörter ausspioniert worden seien.

## Geschichte
Kiwi Farms wurde 2013 von Joshua Conner Moon (auch bekannt unter seinem Benutzernamen „Null“), einem späteren 8chan-Administrator, unter dem Namen CWCki Forums gegründet. Ursprünglich wurde sie als Forum gegründet, um einen Webcomic-Künstler zu belästigen und zu trollen, der 2007 in einem 4chan-Videospielforum aufgefallen war. Schließlich wurde eine Encyclopedia-Dramatica-Seite über den Künstler erstellt. Ein spezielles Wiki mit dem Titel CWCki, basierend auf den Initialen des Künstlers, wurde von Leuten erstellt, die der Meinung waren, dass der Eintrag in der Encyclopedia Dramatica nicht detailliert oder genau genug war. Mittlerweile gibt es dort Threads, die sich gegen viele Personen richten, darunter Minderheiten, Frauen, LGBT-Personen, neurodivergente Menschen, Menschen, die von Kiwi-Farms-Nutzern als psychisch krank oder sexuell abweichend angesehen werden, Feministen, Journalisten, Internet-Persönlichkeiten, Videospiel- oder Comic-Hobbyisten und rechtsextreme Persönlichkeiten.
Im Jahr 2022 hatte die Website nach Angaben der Administratoren 16.000 tägliche Anmeldungen.

## Belästigung
Die Zielpersonen von Kiwi Farms sind oft Gegenstand von organisiertem Gruppen-Trolling, Belästigung und Stalking, einschließlich Belästigung im wirklichen Leben durch Nutzer. Die Seite nimmt Transgender-Personen ins Visier, Menschen mit Behinderungen, diejenigen, von denen die Nutzer glauben, sie seien nicht neurotypisch, und Mitglieder der extremen Rechten. Zu den Aktivitäten gehören die Veröffentlichung der persönlichen Daten ihrer Opfer, der Versuch, sie von ihren Arbeitsplätzen zu vertreiben, die Anzeige von Straftaten an ihren Adressen, um die Polizei zu ihnen nach Hause zu schicken (Swatting) und die Belästigung ihrer Familienmitglieder und Freunde. Einige der Belästigungskampagnen von Kiwi Farms dauern seit Monaten oder Jahren an, und einige zielen darauf ab, die Zielpersonen in den Selbstmord zu treiben. Sowohl der Betreiber der Seite Moon und die Nutzerbasis von Kiwi Farms wurden als antisemitisch beschrieben, nachdem Kiwi-Farms-Nutzer eine jüdische Transgender-Konvertitin mit antisemitischen Beschimpfungen attackiert hatten.
Die Transgender-Aktivistin und Twitch-Streamerin Clara Sorrenti, auch bekannt unter dem Namen „Keffals“, wurde auf Kiwi Farms in einem Thread, der ihr gewidmet war, geoutet. Die Nutzer der Seite veröffentlichten persönliche Informationen über sie (z. B. Adressen, Telefonnummern) sowie über ihre Freunde und Familie. Auch veröffentlichten sie Rachepornos, sexuell eindeutige Fotos von ihr und sprachen Todesdrohungen aus. Sie wurde später Opfer von Swatting, verhaftet und im August 2022 über zehn Stunden lang festgehalten, als jemand ihre Identität stahl und gefälschte E-Mails an Lokalpolitiker schickte, in denen mit massiver Gewalt gedroht wurde. Später wurde sie von jeglichem Fehlverhalten freigesprochen und die Polizei bestätigte den Vorfall als einen Einbruchsversuch. Die Nutzer gaben auch die Adresse eines nicht mit ihr verwandten Mannes an, der in derselben Stadt wohnt und den gleichen Nachnamen wie sie trägt. Die Polizei wurde auch zu seinem Wohnsitz geschickt. Nach dem Swatting-Vorfall sagte Sorrenti, sie sei zu ihrer Sicherheit von zu Hause aus- und in ein Hotel gezogen. Nachdem sie ein Foto ihrer Katze auf dem Hotelbett gepostet hatte, identifizierten Nutzer von Kiwi Farms das Hotel anhand der Bettwäsche auf dem Foto und schickten unter ihrem Deadname mehrere Pizzabestellungen an das Hotel. „Offensichtlich ist die Pizza selbst nicht das Problem. Es ist die Bedrohung, die sie aussenden, indem sie mir sagen, dass sie wissen, wo ich wohne und bereit sind, in der realen Welt danach zu handeln“, sagte sie in einem Video nach dem Vorfall. Später floh Sorrenti aus dem Land, nachdem ihr Aufenthaltsort erneut ermittelt worden war, angeblich durch jemanden, der ihr Uber-Konto gehackt hatte. Die Vorfälle werden als kriminelle Belästigung untersucht und Sorrenti erklärte, sie beabsichtige, rechtliche Schritte einzuleiten. Sorrenti förderte auch eine Kampagne, um Cloudflare unter Druck zu setzen, seine Dienste für die Website einzustellen.
Am 24. August 2022 erklärte die Abgeordnete des US-Repräsentantenhauses Marjorie Taylor Greene in einem Interview mit Newsmax, dass sie zweimal von einer Person geschlagen wurde, die sich als Kiwi-Farms-Moderatorin „AltisticRight“ ausgab. Sie forderte die Schließung der Website und sagte: „Es sollte kein Geschäft oder irgendeinen Dienst geben, bei dem man seinen Feind angreifen kann. Das ist absolut absurd, und das ist die Art von Gesetzlosigkeit, die die Demokraten im ganzen Land wollen“. Cloudflare stellte einen Dienst für die Website ein, der es ihnen ermöglichte, die Fehlermeldungen entsprechend anzupassen.

### Beendigung der Dienstleistungen durch Cloudflare
Kiwi Farms nutzte die Dienste von Cloudflare, einem US-amerikanischen Anbieter von Hosting- und Websicherheitsdiensten. Die Dienste umfassten den Schutz vor Denial-of-Service-Angriffen und die Verbreitung über das Content Delivery Network von Cloudflare. Nach der Belästigungskampagne von Kiwi Farms gegen Sorrenti wurde im August 2022 eine Kampagne gestartet, um Cloudflare davon zu überzeugen, keine Dienste mehr für die Website bereitzustellen. NBC News behauptet, dies sei geschehen, um „lähmende virtuelle Angriffe“ gegen Kiwi Farms zu ermöglichen. Während Cloudflare zunächst seine Entscheidung verteidigte, weiterhin mit Kiwi Farms zusammenzuarbeiten, sperrte Cloudflare am 3. September 2022 offiziell die Website für die Nutzung seiner Dienste. Beim Versuch, die Website zu besuchen, wurde eine Fehlermeldung angezeigt, in der erklärt wurde, dass die Entscheidung aufgrund einer „unmittelbaren und dringenden Bedrohung für das menschliche Leben“ getroffen worden sei. Der CEO von Cloudflare, Matthew Prince, erklärte, das Unternehmen habe gehandelt, weil „die Rhetorik auf der Kiwi-Farms-Website und spezifische, gezielte Drohungen in den letzten 48 Stunden eskaliert [waren]“. Andere Middleware-Anbieter, wie z. B. hCaptcha, folgten diesem Beispiel und stellten die Unterstützung für Kiwi Farms ein.
Allerdings war die Website aufgrund der Entscheidung von Cloudflare kurzzeitig offline, Am 4. September 2022 war sie mit dem in Russland ansässigen Dienstleister DDoS-Guard und einer russischen Domain, die am 12. Juli 2021 registriert worden war, „zeitweise“ wieder online. Der ehemalige FBI Assistant Director für die Spionageabwehr Frank Figliuzzi warnte, dass Kiwi Farms durch den Wechsel zu russischen Servern „leicht zu einer erhöhten Bedrohung für den Inlandsterrorismus werden könnte“. Das Internet Archive schloss Kiwi Farms während dieser Zeit von der Archivierung in der Wayback Machine aus.
Moon hat seitdem behauptet, dass die Abschaltung von Kiwi Farms „ein organisierter Angriff“ war und dass es „eine Koalition von Kriminellen gibt, die versuchen, das Forum für ihr Verhalten zu nutzen“, was „professionellen Opfern die Möglichkeit bietet, ihre Botschaft zu verbreiten“. Moon sagte auch, er sehe keine realistische Möglichkeit, dass Kiwi Farms online bleiben könne. Am 6. September 2022 bestätigte The Daily Dot, dass VanwaTech der Website Content-Delivery-Network-Dienste zur Verfügung stellt und sie damit wieder online bringt. Andere Websites, die auf der VanwaTech-Infrastruktur laufen, hatten daraufhin Probleme mit der Verfügbarkeit, darunter The Daily Stormer und 8kun.

### Selbstmorde von Belästigungsopfern
Es ist bekannt, dass Belästigungskampagnen von Kiwi-Farms-Nutzern zu den Selbstmorden von drei Personen beigetragen haben. Die Kiwi-Farms-Community betrachtet es als ihr Ziel, ihre Zielpersonen in den Selbstmord zu treiben und hat solche Todesfälle mit einem Zähler auf der Website gefeiert. Sie haben Social-Media-Meldesysteme genutzt, um Beiträge von Belästigungszielen, in denen sie Selbstmordgedanken oder -absichten geäußert haben, massenhaft zu melden, mit dem Ziel, die Möglichkeit zu verringern, dass ihre Ziele Hilfe erhalten.
Im Jahr 2013 wurde die US-amerikanische Videospielentwicklerin Chloe Sagal zur Zielscheibe von Kiwi Farms, nachdem Eurogamer berichtet hatte, dass Sagals Indiegogo-Crowdfunding-Kampagne wegen „verdächtiger Aktivitäten“ markiert worden war. Sagal hatte auf der Plattform über 30.000 Dollar für die Behandlung einer Schwermetallvergiftung gesammelt, um Splitter von einem Autounfall zu entfernen. Eurogamer berichtete hingegen, dass Sagal eigentlich vorhatte, den Erlös für eine geschlechtsangleichende Operation zu verwenden. Sagal starb später durch Selbstverbrennung am 19. Juni 2018, was in mehreren Berichten auf jahrelange Schikanen von Kiwi Farms zurückgeführt wurde.
Die Kanadierin Julie Terryberry starb 2016 durch Selbstmord, nachdem sie von Kiwi-Farms-Nutzern belästigt worden war. Nach Terryberrys Tod postete Joshua Moon eine Notiz im Forum, in der er behauptete, dass Kiwi Farms und seine Nutzer keine Verantwortung für den Selbstmord trügen.
In einem Twitter-Thread vom 27. Juni 2021 beschrieb David Ginder, (Pseudonym „Near“) ein in Japan ansässiger Softwareentwickler, der für seine Arbeit an dem Videospiel-Emulator Higan bekannt ist, langfristige Belästigungen durch Kiwi-Farms-Nutzer. Near, der nicht-binär war, sagte, dass er lebenslang Mobbing ertragen musste, aber dass sich der Missbrauch in letzter Zeit auf Kiwi Farms konzentriert hat, was die Belästigung um Größenordnungen schlimmer gemacht hat. Near gab an, dass er und seine Freunde von Mitgliedern der Website verleumdet und in den Selbstmord getrieben worden seien und dass Near als Autist verspottet worden sei. Am 28. Juni postete der Hacker Hector Martin einen Link zu einem Google Doc, das seiner Meinung nach von einem gemeinsamen Freund von ihm und Near stammte und in dem es hieß, Near sei durch Selbstmord gestorben, und behauptete, die Belästigung durch Kiwi Farms komme einem Mord gleich. Martin berichtete daraufhin am 28. Juni, er habe mit der Polizei gesprochen, die bestätigte, dass Near am Vortag gestorben war. USA Today berichtete am 23. Juli 2021, dass der frühere Arbeitgeber von Near bestätigt habe, dass er gestorben sei.

## Weitere Kontroversen

### Terroranschlag in Christchurch
Im März 2019 veröffentlichte Kiwi Farms sowohl den Livestream als auch das Manifest von Brenton Tarrant, dem Täter der Moschee-Schießerei in Christchurch 2019. Kurz darauf lehnte Joshua Moon öffentlich eine Aufforderung der neuseeländische Polizei ab, freiwillig alle Daten zu den Beiträgen über die Schießerei herauszugeben, einschließlich der E-Mail- und IP-Adressen der Poster. Moon reagierte aggressiv und spöttisch und nannte Neuseeland ein „Dreckslochland“, und erklärte, es sei ihm „scheißegal, was Paragraf 50 eures Schwuchtelgesetzes über die Weitergabe von E-Mails besagt“. Er hielt den Antrag für einen Zensurversuch und argumentierte, dass die neuseeländischen Behörden „nicht die rechtliche Handhabe haben, jeden zu inhaftieren, der [das Video] veröffentlicht hat“. Kiwi Farms war eine von mehreren Websites, die von neuseeländischen Internetanbietern nach dem Angriff blockiert wurden. In Neuseeland drohen denjenigen, die beim Besitz oder der Weitergabe von Bildern oder Videos des Angriffs erwischt werden, bis zu 14 Jahre Haft.

### Autorenschaft der Fan-FictionMy Immortal
2017 behauptete die Tumblr-Nutzerin und Young-Adult-Fiction-Autorin Rose Christo, die Harry-Potter-Fan-Fiction My Immortal verfasst zu haben, um ihren verschwundenen Bruder zu finden. Sie kündigte an, dass Macmillan Publishers ihre Memoiren Under the Same Stars: The Search for My Brother and the True Story of My Immortal über die Entstehung der Fan-Fiction sowie über ihre Kindheit, in der sie missbraucht wurde, und ihre Erfahrungen als amerikanische Ureinwohnerin im New Yorker Pflegesystem veröffentlichen wird. Auf Kiwi Farms wurde ein Thread zu Christo erstellt, in dem ihre Behauptungen diskutiert wurden. Ein Benutzer, der behauptete, Christos Bruder zu sein, antwortete auf den Thread und sagte, dass Christos Geschichte fast vollständig falsch sei, einschließlich ihrer indianischen Abstammung, ihrer Unterbringung in einer Pflegefamilie und ihrer Suche nach ihrem Bruder, die den Mittelpunkt der Memoiren bildete. Christo gab daraufhin zu, dass sie Dokumente zur Untermauerung ihrer Geschichte gefälscht hatte, behauptete jedoch, sie habe My Immortal geschrieben. Macmillan Publishers sagte die Veröffentlichung ihrer Memoiren daraufhin ab.